# Ludwig Baumgartner
Ludwig Baumgartner, auch Lutz Baumgartner (* 8. November 1909 in Nersingen; † 1953 vom Amtsgericht Neustadt an der Waldnaab für tot erklärt) war ein deutscher SS-Obersturmführer und Adjutant des Lagerkommandanten im KZ Flossenbürg und im KZ Auschwitz.

## Leben
Baumgartner absolvierte nach dem Ende seiner Schullaufbahn eine Lehre zum Bankkaufmann und war anschließend bis 1931 bei der Gewerbebank Ulm und danach bei einer Parfümeriegroßhandlung angestellt.
Anfang Februar 1932 trat er der SS (SS-Nr. 257.276) und der NSDAP bei, allerdings kam es offenbar bei letzterer zu einer Namensverwechslung mit einem gleichnamigen Parteigenossen. Baumgartners Mitgliedschaft wurde nicht vollzogen und er wurde erst 1940 mit Wirkung zum 1. Mai 1937 endgültig aufgenommen (Mitgliedsnummer 4.470.456). Nach der Machtübergabe an die Nationalsozialisten trat er 1933 in den KZ-Lagerdienst ein und wurde zunächst ins KZ Dachau kommandiert. Ab 1934 war er kurzzeitig im KZ Oranienburg und danach im KZ Sachsenhausen eingesetzt.
Im Frühjahr 1940 wechselte er in das KZ Flossenbürg, wo er Adjutant des Lagerkommandanten wurde. 1941 erreichte er den Rang eines SS-Obersturmführers. Im März 1943 wurde er in das KZ Auschwitz kommandiert, wo er von Anfang April 1943 bis zum 22. November 1943 als Nachfolger von Robert Mulka Adjutant des Lagerkommandanten Rudolf Höß war. Baumgartner zeichnete alle Meldungen an das Reichssicherheitshauptamt ab, die Angaben über die ins Lager aufgenommenen oder selektierten Deportierten enthielten. Zu seinen Aufgaben gehörte „die Organisierung der eintreffenden Transporte von der Ankunft bis zur Ermordung“. In Personalunion bekleidete er dort auch den Posten des SS-Gerichtsoffiziers. Ende November 1943 wurde Baumgartner wieder in das KZ Flossenbürg zurückversetzt, wo er wieder Adjutant des Lagerkommandanten war. Im März 1944 wurde er Schutzhaftlagerführer im KZ Flossenbürg und folgte in dieser Funktion Karl Fritzsch nach. Er misshandelte und erschoss Häftlinge in Flossenbürg. Baumgartner gilt seit den Todesmärschen von KZ-Häftlingen aus Flossenbürg im April 1945 als vermisst.